# Mike Levin
Mike Levin właściwie Michael Ted Levin (ur. 20 października 1978 w Inglewood) – amerykański polityk, członek Partii Demokratycznej.

## Działalność polityczna
Od 3 stycznia 2019 jest przedstawicielem 49. okręgu wyborczego w stanie Kalifornia w Izbie Reprezentantów Stanów Zjednoczonych.